# Tingsted Skole
|  | Denne artikel er oprettet af botten Steenthbot ud fra en ekstern database. Den kan derfor have sproglige fejl eller mangler. Denne skabelon kan fjernes efter kontrol af indholdet. |

Tingsted Skole er en dansk dokumentarisk optagelse.

## Handling
Optagelser af elever og lærere på Tingsted skole (Tingsted gamle skole) på Falster, formentlig fra 1950'erne. Skolen i landsbyen Tingsted, der blev opført i 1901 som erstatning for den gamle rytterskole i Øverup, blev placeret midt mellem Øverup og Tingsted. Bygningen blev nedlagt som skole i 1972. Optagelserne er uden årstal.